# 谢尔河畔马勒伊
谢尔河畔马勒伊（法語：Mareuil-sur-Cher，法語發音：[maʁœj syʁ ʃɛʁ]）是法国卢瓦-谢尔省的一个市镇，位于该省西南部，谢尔河左岸，属于罗莫朗坦-朗特奈区。

## 地理
谢尔河畔马勒伊（47°17'33"N, 1°19'44"E）面积31.88 平方千米，位于法国中央-卢瓦尔河谷大区卢瓦-谢尔省，该省份为法国中北部省份，北起厄尔-卢瓦省，东北接卢瓦雷省，东南接谢尔省，南至安德尔省，西南接安德尔-卢瓦尔省，西北接萨尔特省。
与谢尔河畔马勒伊接壤的市镇（或旧市镇、城区）包括：塞雷拉龙德、奥尔比尼、谢尔河畔努瓦耶、普耶、圣艾尼昂、谢尔河畔圣罗曼、泰塞。

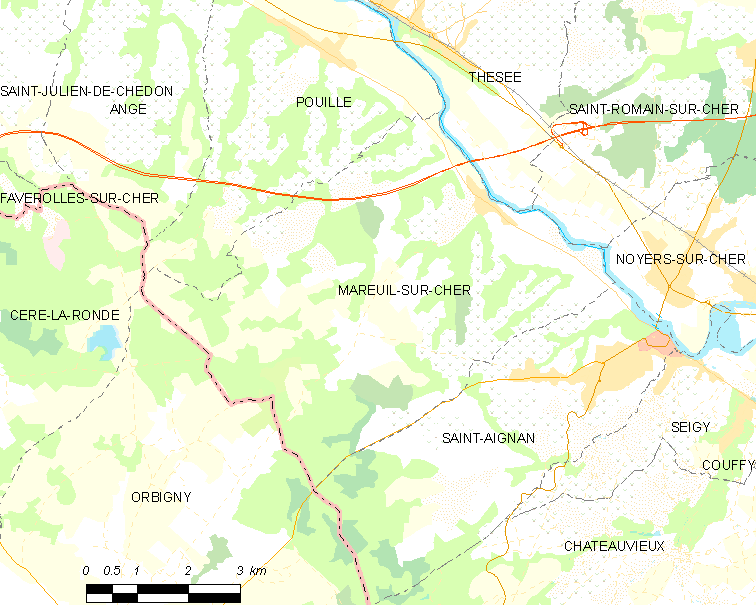
谢尔河畔马勒伊的OSM定位图

谢尔河畔马勒伊的时区为UTC+01:00、UTC+02:00（夏令时）。

## 行政
谢尔河畔马勒伊的邮政编码为41110，INSEE市镇编码为41126。

## 政治
谢尔河畔马勒伊所属的省级选区为圣艾尼昂县。

## 人口

1962-2008年间谢尔河畔马勒伊人口变化图示

谢尔河畔马勒伊于2022年1月1日时的人口数量为1155人。